# Kremerata Baltica
Kremerata Baltica er et kammerorkester bestående af unge musikere fra de baltiske lande – Estland, Letland og Litauen. Kammerorkesteret grundlagdes i 1997 af den verdenskendte violinist Gidon Kremer. Navnet er et ordspil over camerata, ordet som generelt benyttes om diverse kammermusik-ensembler.
Kremerata Baltica har indspillet 19 albums. Albummet "After Mozart" vandt en Grammy Award i 2002 i kategorien Classical Music: Best Small Ensemble Performance (Klassisk musik: Bedste udførelse af et lille ensemble).